# متخصص (فیلم ۱۹۹۴)
متخصص (انگلیسی: The Specialist) یک فیلم اکشن و دلهره‌آور آمریکایی محصول سال ۱۹۹۴ به کارگردانی لوئیس یوسا با بازی سیلوستر استالونه، شارون استون، جیمز وودز، اریک رابرتس و راد استایگر است. این فیلم بر اساس مجموعه رمان‌های متخصص نوشته جان شرلی ساخته شده‌است. این فیلم با واکنش منفی منتقدان روبرو شد، اما به یک موفقیت در گیشه تبدیل شد.

## داستان
در سال ۱۹۸۴، کاپیتان ری کوئیک و سرهنگ ند ترنت، کارشناسان مواد منفجره که برای سازمان سیا کار می‌کنند، در مأموریت منفجر کردن خودرویی هستند که یک فروشنده مواد مخدر در آمریکای جنوبی را حمل می‌کند. اما وقتی ماشین ظاهر می‌شود، یک دختر بچه با فروشنده داخل است. ری اصرار دارد که آنها این مأموریت را متوقف کنند، اما ند قصد دارد آن را به پایان برساند و اجازه می‌دهد انفجار اتفاق بیفتد که منجر به مرگ فروشنده مواد مخدر و کودک می‌شود. ری که از مرگ نادرست دختر خشمگین شده‌است، ند را به طرز وحشیانه‌ای مورد ضرب و شتم قرار می‌دهد و فرار می‌کند و عملاً بلافاصله پس از اخراج ند با گزارش دادن او به مافوقش، از سیا استعفا می‌دهد. سال‌ها بعد، ری در میامی به عنوان یک قاتل آزاد کار می‌کند. او به آگهی‌های زنی به نام می مونرو پاسخ می‌دهد و اغلب با او صحبت می‌کند تا تصمیم بگیرد که آیا باید این کار را بپذیرد یا نه. در طول صحبت‌ها، او مجذوب داستان او می‌شود، همراه با این واقعیت که می‌بیند در حالی که او را دنبال می‌کند چقدر جذاب است.

## گیشه
این فیلم در نهایت با ۵۷٫۳۶۲٫۵۸۲ دلار در باکس آفیس داخلی و فروش ۱۱۳٫۰۰۰٫۰۰۰ دلار دیگر در سطح بین‌المللی توانست بودجه خود را جبران کند و فروش جهانی ۱۷۰٫۳۶۲٫۵۸۲ دلاری را به خود اختصاص دهد. این فیلم رکورد افتتاحیه برادران وارنر را در فیلیپین با ۱٫۱ میلیون دلار ثبت کرد و پنجمین افتتاحیه بزرگ تمام دوران در اسپانیا را با فروش ۲٫۱ میلیون دلار داشت. این سومین فیلم پرفروش استالونه در باکس آفیس در دهه ۱۹۹۰ و دومین فیلم پرفروش کلی بعد از صخره‌نورد (۱۹۹۳) بود.